# De Avondspits

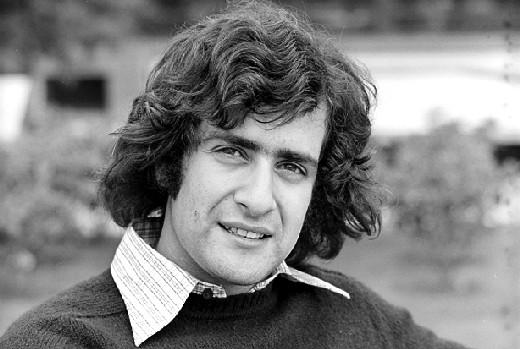
Frits Spits

De Avondspits was een Nederlands radioprogramma dat van maandag 29 mei 1978 tot zaterdag 2 april 1988 en vervolgens van maandag 2 april 1990 tot vrijdag 31 maart 1995 werd uitgezonden door de NOS op Radio 3FM (voorheen Hilversum 3 en Radio 3). Het door Frits Spits gepresenteerde programma was van 1979-1988 en 1990-1992 gedurende zes dagen per week tussen 18:04 en 19:00 uur te beluisteren en in 1978-1979 en 1992-1995 gedurende vijf dagen. 

## Geschiedenis
De Avondspits kwam in de plaats van het op hetzelfde tijdslot uitgezonden radioprogramma NOS Maal dat Spits sinds 30 december 1975 afwisselend met Joost den Draaijer of vervanger Felix Meurders presenteerde. De eerste plaat die Spits draaide was Substitute van The Who. Hij zag zichzelf namelijk als vervanger van de vertrokken Joost den Draaijer.
In 1978 was het programma op woensdag een half uur langer en werd uitgezonden tot 19:30 uur, dit omdat pas op dat tijdstip het volgende programma Langs de Lijn begon. In het eerste kwartaal 1979 ging dit half uur tijdelijk naar de Nationale Hitparade die zijn zendtijd op vrijdagmiddag had moeten afstaan aan VOO. Door de zenderkleuring per 1 april 1979 verdween de NOS met Langs de Lijn na 19.00 uur van de zender en keerde het halfuur niet terug.
Tot april 1979 werd het programma alleen op maandag tot en met vrijdag uitgezonden en begon pas om 18:10 uur omdat na het nieuws eerst het dagelijkse programma de Vacaturebank werd uitgezonden met een opsomming van beschikbare vacatures. Het programma trok dagelijks tussen de 2 en 3 miljoen luisteraars. (Bron: YouTube item "Terug naar De Avondspits" uit 2008 met Hans Schiffers, Frits Spits en oud technicus Ton van Draanen).
Het programma startte dagelijks met een gevatte en actuele oneliner, die terugsloeg op het radionieuws dat vlak ervoor werd uitgezonden. Andere, bekende onderdelen van het programma waren onder andere "De Engel van Vlaanderen" met Lutgart Simoens, "NOS Steunplaat", "Kruip in de huid van...", "De dag, die je niet vergeten mag" en bovenal "De Poplimerick".
Door het programma werd de uitdrukking De Dikke Blomberg bekend, een bijnaam voor producer-invaller van het programma Tom Blomberg. De bijnaam is een knipoog naar De Dikke Van Dale, omdat Tom Blomberg volgens Frits Spits "een wandelende popencyclopedie" is. Blomberg kreeg in de tweede periode van De Avondspits (1990-1995) daarom ook de rol van met name eindredacteur toebedeeld, terwijl Els le Fèbre vanaf dat moment de productie deed. Plaatsvervangende producers waren NOS technici Ton van Draanen en Marcel Heijmans.
Tom Blomberg presenteerde De Avondspits vaak bij afwezigheid van Frits Spits. Andere bekende invalpresentatoren van De Vakantiespits, zoals het programma dan werd omgedoopt, waren Felix Meurders, Kas van Iersel en Peter Holland.
Luisteraars van het programma werden structureel aangesproken als "vrienden van De Avondspits". Ook werden in de loop der jaren diverse slagzinnen gebruikt, zoals Als je bij wilt blijven mag je De Avondspits niet missen (1979) en De Avondspits brengt je dichter bij de hits (1983).
Spits zou het programma 17 jaar lang presenteren, met een kleine onderbreking van april 1988 tot maart 1990, toen hij werkte voor Joop van den Ende/TV10. Het programma verdween van de zender en werd vervangen door het NOS radioprogramma Driespoor, gepresenteerd door Jeanne Kooijmans.
Op maandag 2 april 1990 maakte Spits zijn rentree op Radio 3 met de herlancering van het radioprogramma "De Avondspits". Hij deed dat met de woorden "vrienden van De Avondspits: ben blij dat ik terug ben". Vanaf maandag 5 oktober 1992 werd, mede door de invoering van de nieuwe horizontale en weekeinde programmering op het eveneens vernieuwde Radio 3, het programma in plaats van zes, vijf dagen per week uitgezonden.
Op vrijdagavond 24 februari 1995 presenteerde Spits het programma voor de laatste keer.
Tom Blomberg nam daarna de presentatie van het uur nog tijdelijk over tot vrijdag 31 maart 1995. Vervolgens werd op maandagavond 3 april 1995 De Avondspits opgevolgd door het programma Kort en Klijn van Corné Klijn.

### Top 100 van het jaar
Tussen Kerst en Oud en Nieuw werd het programma tussen 1980 en 1984 niet uitgezonden. In de zendtijd van De Avondspits op Hilversum 3 werd dan het Top 100-jaaroverzicht van de Nationale Hitparade in NOS zendtijd uitgezonden, aanvankelijk gepresenteerd door Felix Meurders, vanaf december 1982 door Frits Spits of Tom Blomberg. Vanaf december 1985 t/m december 1991 werd door de TROS op vanaf dan Radio 3, met onder anderen Ferry Maat, Erik de Zwart, Martijn Krabbé, Daniel Dekker en Peter Teekamp op de laatste donderdag van het jaar het Top 100-jaaroverzicht in de zendtijd van "De Avondspits" uitgezonden.
Ook werd tussen 1986 en 1992 in de zomermaand juli de zendtijd van De Avondspits (en tussen 1988 en 1990 de vervanger Driespoor) op de vrijdag overgenomen door Veronica voor haar Rockballads.

## Bekende programmaonderdelen
Het programma kende een aantal vaste onderdelen, waarvan sommigen in de loop der jaren werden vervangen door nieuwe.
- Poplimerick (1978-1988 en 22-04-1991 t/m 01-04-1995):
- uitzending: rond 18.30 uur, behalve tussen 1983 en 1988: 18.20 uur. De winnaar ontving het "hagelwit van de NOS"; een wit T-shirt met het destijds blauwe-witte NOS-logo.
- melodieën (1978-1988):
- Here today, gone tomorrow van Harvey Mason (1979)
- Still in love van Rose Royce (1982)
- melodieën (vanaf 1991):
- Positive van Working Week (stem: Tom Blomberg)
- Nuns to the rescue van Marc Shaiman (OST Sister Act) (stem: Mirella Simoncini)
- Skylined van The Prodigy

1978-1988:
- Nationale Hittest
- Overzicht van de Top 3 van de Nationale Hitparade (1978-1985). Het werd na de eerste plaat uitgezonden.
- Topsprinter
- tussen circa 1981 en 1984
- van de "dagweek" (dagelijkse hitlijst) werd de grootste stijger gedraaid; de topsprinter was echter niet altijd de grootste stijger, want een stijging in de bovenste 50 telde zwaarder dan in de hele lijst
- melodie: Heathrow van Level 42 (1981)
- Hitsom
- Kijk eens beter om je heen
- Hollandse Ouwe
- Dag-LP
- melodie: Desdemona van Kids from Fame (1983)
- stem jingle: Hans Hogendoorn
- NOS Steunplaat (24-07-1978 t/m 23-09-1985).
- stem jingle: Felix Meurders
- Steunfonds (30 september 1985 - 2 april 1988)
- opvolger van de NOS Steunplaat
- melodie: Bound to be van Dream Academy (1985)
- melodie Erelijst: Glut und eis van Udo Jürgens (1985)
- Pop op TV
- melodie: P-Machinery van Propaganda (1987-1988)
- Kruip in de huid van (vanaf 03-10-1983 t/m 02-04-1988)
- totaal 851 afleveringen
- melodie: Child van Paris France Transit (1982)
- stem jingles Juist en Onjuist: Nelleke Burg
- De dag die je niet vergeten mag
- start circa 1987-1988
- opvolger van Kruip in de huid van
- spelletje waarbij deelnemers op hun verjaardag vijf vragen over hun geboortedag moesten beantwoorden; hierna werd een hit van die dag gedraaid
- melodie: Then there was you van Dead or Alive (1987)
- Verkeersmisser
- melodie: Stop to love van Luther Vandross (1989)
- stem jingle: Maya Eksteen
- Tippie
- De Engel van Vlaanderen (10-1978 t/m 03-1979)
- Profiteer per provincie
- een luisteraar uit één bepaalde provincie kwam in de uitzending
- uitzending: aan het eind van het programma
- melodie: Pavane for a dead princess van Eumir Deodato (1973)
- stem: BRT-presentatrice Lutgart Simoens
- Vakantiegids
- uitzending in juli en augustus (circa 1984)
- melodie: Heart Of The Universe van Ton Scherpenzeel (1984)

1990-1995:
- Evert ten Ham, bekend vanwege De Ten Ham-vraag
- Tijd en Plaat (t/m 16 februari 1991)
- melodie: Bolland & Bolland
- Het Hitjaar van (vanaf 18 februari 1991)
- opvolger van Tijd en Plaat
- melodie: Light of love van Gloria Estefan (1991)
- Starpool
- melodie: Bolland & Bolland
- Popmopje
- Monumentaal en Magistraal (t/m 20 april 1991)
- melodie: How the west was won van The Magnificent Seven (1990)
- motto: 'Zet je favoriete plaat op een voetstuk en bedenk zelf een sokkeltekst'
- wordt vervangen door de Poplimerick
- Lokschijf
- gekozen in samenwerking met de lokale omroepen
- Plaat der Nederlanden (7 januari 1991 - 3 oktober 1992)
- uitzending: rond 18.30 uur
- onderdeel stopt vanwege start van het vernieuwde Radio 3 waarbij de schijven van de verschillende omroepen verdwijnen
- uitsluitend platen van eigen bodem
- 1ste plaat: What's going on van Oskare
- jingle: een brullende leeuw, de voice over 'Plaat der Nederlanden' (Axel van der Ende) en Je maintiendrai gezongen door Justine Pelmelay
- CD-idee (vanaf 14 juni 1991)
- een albumtrack
- Filenieuws (vanaf 2 september 1991)
- Avondspits Finale
- melodie: Bolland & Bolland
- Avondspits Weekoverzicht
- melodie: If my brother's in trouble van Jeffrey Osborne (1990)

## Begin- en eindmelodieën
Het programma verwierf tevens faam door het gebruik van zeer karakteristieke jingles en tunes (gemaakt door de beroemde jingle producer Tom Merriman) voor de diverse onderdelen. Zo werd voor de openingsjingle van het programma de plaat Central Park van Les Dudek uit 1976 gebruikt. Het programma kende in de loop der jaren tevens diverse eindtunes:
- de plaat Mask of the Great Deceiver van Kerry Livgren (1980)
- sinds 1984: Dishwasher van General Public - tevens gebruikt voor de rubriek Pop op TV
- sinds 1986: Rudy's Theme (Soundtrack Crossover Dreams) van Ruben Blades
- Bastian's Happy Flight van Klaus Doldinger

## Programmahistorie
- 29 mei 1978 - 2 april 1988; presentator Frits Spits
- 4 april 1988 - 31 maart 1990; programma vervangen door Driespoor van Jeanne Kooijmans
- 2 april 1990 - 24 februari 1995; presentator Frits Spits
- 27 februari 1995 - 31 maart 1995; presentator Tom Blomberg
- 3 april 1995 - 25 januari 2002; programma vervangen door Kort en Klijn (NPS) met Corné Klijn
- 5 februari 2008 (carnavalsdinsdag): op verzoek van toenmalig 3FM DJ Coen Swijnenberg keert het programma van en met Frits Spits eenmalig terug tussen 18:00 en 19:00 uur op 3FM met alle oude programma onderdelen en oude NOS jingles.